# NGC 2925
NGC 2925 је расејано звездано јато у сазвежђу Једра које се налази на NGC листи објеката дубоког неба.
Деклинација објекта је - 53° 23' 45" а ректасцензија 9h 33m 10,9s. Привидна величина (магнитуда) објекта NGC 2925 износи 8,3. NGC 2925 је још познат и под ознакама OCL 783, ESO 166-SC22.